# Antonio Aymat y Segimon
Antonio Aymat y Segimon (Reus, 13 de junio de 1851-c. 1900) fue un pintor, grabador y vidriero español.

## Biografía
Natural de Reus, se trasladó a Barcelona, en cuya Academia de Bellas Artes comenzó sus estudios. Para poder continuarlos, se vio obligado a trabajar de pintor decorativo. Fue socio fundador de un centro para acuarelistas.
Sus primeros ensayos fueron premiados en un certamen del Ateneo Barcelonés. Concurrió a la Exposición del Fomento del Trabajo Nacional, donde instaló grabados en vidrio y cristal que le merecieron una medalla de bronce. Asimismo, presentó otros grabados en vidrios y una acuarela, Vista de Barcelona, que le mereció una medalla de bronce. También participó en la exposición del Ateneo Tarraconense, en la que obtuvo igual recompensa, y en la Exposición Universal de Barcelona de 1888, en la que expuso un retrato de tamaño natural grabado en cristal espejo, una serie de porcelanas pintadas al fuego, vidrios grabados y vidrieras de colores, así como otra vista de Barcelona al óleo, que le mereció ser recompensado con medalla de plata.
Murió alrededor del año 1900.